# محمد طه الأحمد
محمد طه الأحمد (مواليد 1982 في حماة) مهندس زراعي وسياسي سوري شغل منصب وزير الزراعة والإصلاح الزراعي في حكومة محمد البشير من 10 كانون الأول 2024 بعد سقوط نظام الأسد إلى 29 آذار 2025.

## سيرته
ولد محمد طه الأحمد في حماة، عام 1982. حصل على درجة (بكالوريوس) في الهندسة الزراعية من جامعة حلب عام 2007، وتابع دراساته العليا لدرجة الماجستير في التقييم المالي والاقتصادي للمشاريع الزراعية في جامعة القاهرة عام 2012، وحصل على (دكتوراه) في التنمية الزراعية من جامعة إدلب عام 2020.
شغل منصب وزير الاقتصاد والموارد في حكومة الإنقاذ في الدورة الأولى والثانية، ووزير الزراعة في الدورة الثالثة والرابعة والخامسة، ووزير الزراعة والري في الدورة السادسة. وتولَّى منصب الإدارة المدنية والخِدْمات في إدلب عام 2017.
عُيِّن وزيرًا للزراعة والإصلاح الزراعي في حكومة تسيير الأعمال برئاسة محمد البشير منذ 10 كانون الأول 2024، بعد سقوط نظام الأسد.